# Monorail v Dillí
Monorail v Dillí, největším městě Indie, je plánován. 

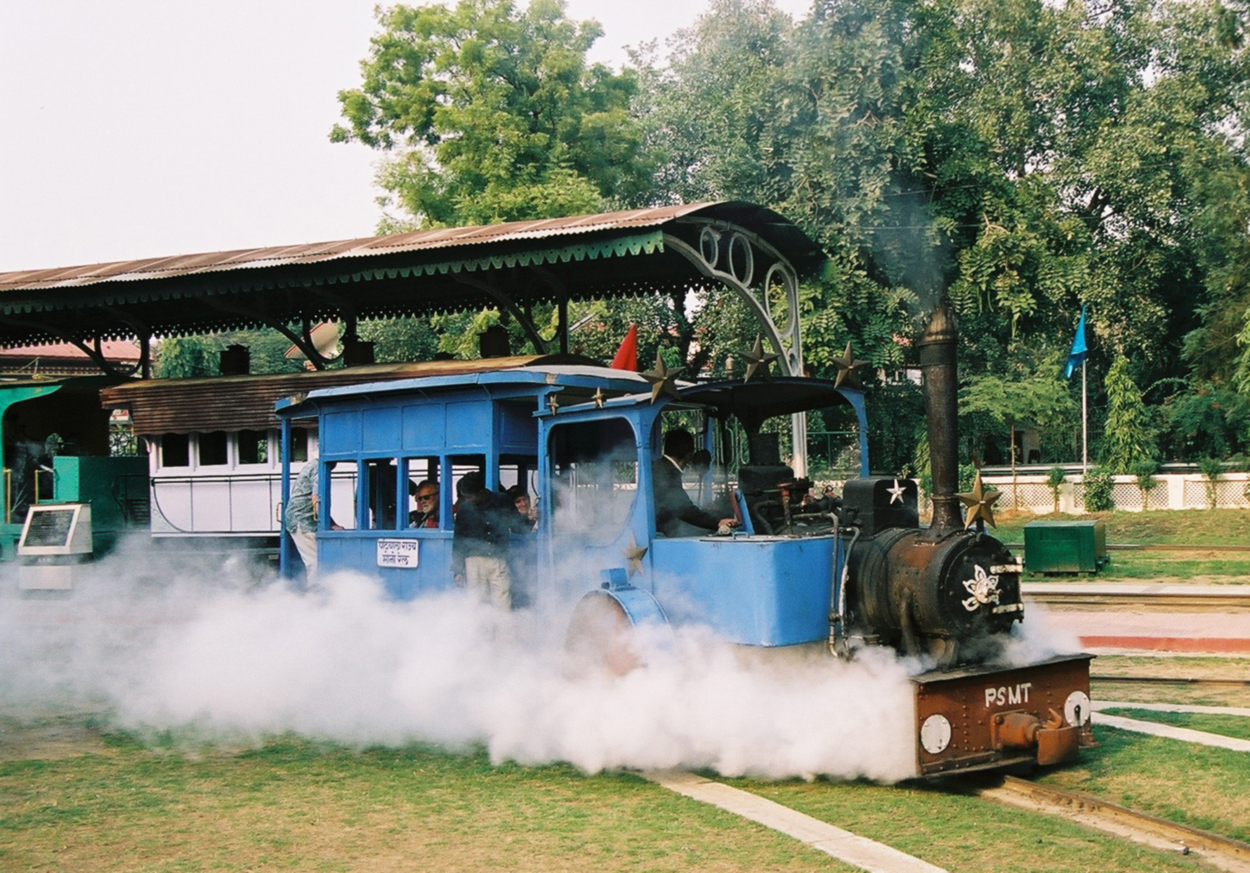
Původní monorail jezdí již jen v železničním muzeu

V rámci rozvoje drážní dopravy v Dillí se kromě budování metra uvažuje také i s výstavbou  monorailu, který by vedl na trati umístěné na mostě, podobně jako třeba je tomu v Moskvě. Celý systém, který má měřit 15 km, má sloužit jako napaječ metra a jeho realizace si vyžádá náklady ve výši 431 milionů dolarů. Již bylo vypracováno několik studií; počítá se jak s firmou Hitachi, tak i s malajsijskou společností Monorail Malaysia Technology Sdn Bhd, nebo firmou Ircon International Ltd.